# Direttiva macchine
La Direttiva macchine indica informalmente direttive dell'Unione europea sulla sicurezza delle macchine, pubblicate a partire dal 1998 (Direttiva 98/37/CE e Direttiva 2006/42/CE, con le loro relative versioni) e che si applicano a macchine (così come definite nelle direttive) fisse, mobili, trasportabili e di sollevamento/spostamento, ad esclusione di alcune macchine indicate nelle stesse direttive.

## Storia
La prima versione di un testo europeo sulle macchine risale al 1989, la direttiva 89/392/CEE del 14 giugno 1989. Nel 1998, a seguito di varie modifiche del testo originale, si è resa necessaria la sostituzione con un testo consolidato. La nuova Direttiva macchine, ovvero la Direttiva 98/37/CE (titolo completo: Direttiva 98/37/CE del Parlamento Europeo e del Consiglio del 22 giugno 1998 concernente il ravvicinamento delle legislazioni degli Stati membri relative alle macchine), risale al 12/08/1998.
Tale direttiva è stata modificata nello stesso anno con una seconda versione del 07/12/1998 e 11 anni dopo con la versione del 29/12/2009, per poi essere abolita e sostituita dalla Direttiva 2006/42/CE (titolo completo: Direttiva 2006/42/CE del Parlamento Europeo e del Consiglio del 17 maggio 2006 relativa alle macchine e che modifica la direttiva 95/16/CE). La Direttiva 2006/42/CE è stata modificata con successive versioni nel 15/12/2009, 01/01/2016, 20/04/2016 e 26/07/2019.
È in corso la sostituzione della Direttiva macchine con il Regolamento macchine (per esteso: Regolamento (UE) 2023/1230 del parlamento europeo e del consiglio del 14 giugno 2023 relativo alle macchine e che abroga la direttiva 2006/42/CE del Parlamento europeo e del Consiglio e la direttiva 73/361/CEE del Consiglio ). Trattandosi di un regolamento e non di una direttiva, il Regolamento macchine è direttamente applicabile in ciascuno degli Stati membri ed entrerà in vigore definitivamente, in base alle ultime modifiche concordate dagli stati membri, il 20/01/2027. Il regolamento macchine è stato pubblicato ufficialmente il 29/06/2023 nella Gazzetta Ufficiale della Unione Europea (GUUE).

## Contenuti
Tale direttiva, composta da 30 "considerando", 29 articoli e 12 allegati, definisce i requisiti essenziali in materia di sicurezza e di salute pubblica ai quali devono rispondere le macchine sopra indicate in occasione della loro progettazione, fabbricazione e del loro funzionamento prima della loro immissione sul mercato. 
La direttiva differenzia le macchine in due grandi macro gruppi:
- macchine che devono essere certificate da enti terzi accreditati;
- macchine che possono essere autocertificate dal produttore.

Per le macchine comprese nell'allegato IV della direttiva stessa la conformità ai suddetti requisiti è stabilita nel corso di procedure di valutazione eseguite da appositi enti (organismi di certificazione notificati).
Per tutte le altre è sufficiente redigere e conservare un fascicolo tecnico in accordo con quanto riportato nell'allegato VII della direttiva stessa.
In questo caso si parla di "fascicolo tecnico della costruzione" per le macchine e di "documentazione tecnica pertinente" per le quasi-macchine.
Le macchine immesse sul mercato o modificate dopo l'entrata in vigore della direttiva, devono riportare su di esse la marcatura CE e devono essere accompagnate da appropriata documentazione.
I prodotti non rispondenti ai requisiti della direttiva non possono accedere al mercato comune europeo e quindi nemmeno a quello italiano che ne fa parte.

### Definizioni
La Direttiva macchine individua come:
- macchine:
  - l'insieme equipaggiato o destinato ad essere equipaggiato di un sistema di azionamento diverso dalla forza umana o animale diretta, composto di parti o di componenti, di cui almeno uno mobile, collegati tra loro solidamente per un'applicazione ben determinata;
  - l'insieme di cui al punto precedente, al quale mancano solamente elementi di collegamento al sito di impiego o di allacciamento alle fonti di energia e di movimento;
  - l'insieme di cui ai due punti precedenti, pronto per essere installato e che può funzionare solo dopo essere stato montato su un mezzo di trasporto o installato in un edificio o in una costruzione;
  - l'insieme di macchine, di cui ai tre punti precedenti, o di quasi-macchine, che per raggiungere uno stesso risultato sono disposti e comandati in modo da avere un funzionamento solidale (in sostanza un impianto o una linea produttiva);
  - l'insieme di parti o di componenti, di cui almeno uno mobile, collegati tra loro solidalmente e destinati al sollevamento di pesi e la cui unica fonte di energia è la forza umana diretta.
- quasi-macchine: gli insiemi che costituiscono quasi una macchina, ma che, da soli, non sono in grado di garantire un'applicazione ben determinata (ad esempio un sistema di azionamento) unicamente destinati ad essere incorporati o assemblati ad altre macchine o ad altre quasi-macchine o apparecchi per costituire una macchina.

### Campo di applicazione
La nuova revisione della Direttiva macchine si applica ai seguenti prodotti:
a) macchine/impianti meccanici;
b) attrezzature intercambiabili;
c) componenti di sicurezza;
d) accessori di sollevamento;
e) catene, funi e cinghie progettate e costruite a fini di sollevamento come parte integrante di macchine per il sollevamento o di accessori di sollevamento;
f) dispositivi amovibili di trasmissione meccanica;
g) quasi-macchine.

### Obblighi del costruttore
Prima di essere immessa sul mercato deve essere predisposta la seguente documentazione:
- il Fascicolo Tecnico della Costruzione (FTC) sia disponibile (Allegato VII A). Tale fascicolo deve dimostrare che la macchina è conforme ai requisiti stabiliti dalla Direttiva macchine. Esso deve riguardare la progettazione, la fabbricazione e il funzionamento della macchina nella misura necessaria ai fini della valutazione della conformità. Per le quasi-macchine si parla di "Documentazione Tecnica Pertinente"; le procedure di valutazione e di conformità siano applicate;

- per le macchine la dichiarazione di conformità, mentre per le quasi-macchine la dichiarazione d'incorporazione: l'atto con cui il fabbricante dichiara, sotto la propria personale responsabilità, che il prodotto è conforme ai requisiti essenziali di sicurezza. La dichiarazione d'incorporazione contiene obbligatoriamente il preciso elenco dei requisiti essenziali di sicurezza (RES) ottemperati. Entrambe le dichiarazioni contengono l'indicazione esplicita della persona autorizzata a costituire la Documentazione Tecnica Pertinente o il Fascicolo Tecnico della Costruzione;
- il manuale d'uso e manutenzione: è parte integrante della macchina. Esso è il mezzo tramite il quale il fabbricante ed il progettista si rivolgono all'utilizzatore per illustrargli il funzionamento della macchina e le caratteristiche di integrazione uomo-macchina; esso è presente o tradotto nella lingua (o lingue) ufficiali del paese di commercializzazione[6];
- il marchio CE apposto nelle immediate vicinanze del nome del fabbricante: la marcatura CE dichiara che il produttore-distributore si assume la responsabilità del prodotto, permettendone la libera circolazione in Europa e l'identificazione dei prodotti non conformi.

### Marcatura CE
Ogni macchina deve recare, in modo leggibile e indelebile, almeno le seguenti indicazioni: 
- nome del fabbricante e suo indirizzo
- la marcatura CE
- designazione della serie o del tipo
- eventualmente, numero di serie
- l'anno di costruzione.

Nel caso in cui la macchina sia destinata in area esplosiva, essa deve recare l'apposita indicazione ed indicare tutte le apposite indicazioni indispensabili alla sicurezza.
Se un elemento della macchina deve essere movimentato durante l'utilizzo con mezzi di sollevamento, deve essere indicata, in modo leggibile ed indelebile, anche la sua massa.
Non rileva lo scopo della macchina (produzione, sviluppo prodotto, prove di laboratorio) nell'attuazione della Direttiva macchine.

## Macchine escluse
Sono escluse dal campo di applicazione della Direttiva macchine (in quanto già regolamentate altrove) alcune macchine quali:
- le navi marittime e le unità mobili offshore nonché le macchine installate a bordo di tali navi e/o unità;
- gli ascensori utilizzati nei pozzi delle miniere;
- mezzi di trasporto per via aerea, per via navigabile o su rete ferroviaria escluse le macchine installate su tali veicoli;
- prodotti elettrici ed elettronici oggetto della Direttiva Bassa Tensione, quali:
  - elettrodomestici destinati a uso domestico
  - apparecchiature audio e video
  - motori elettrici
  - apparecchiature di collegamento e di controllo a bassa tensione
- alcune apparecchiature elettriche ad alta tensione quali:
  - trasformatori
  - apparecchiature di collegamento e di comando
  - tutte le armi (non solo le armi da fuoco)
  - i trattori agricoli e forestali (per i rischi non trattati nella 2003/37/CE).

## Attuazione negli Stati UE

### In Italia
La Direttiva 2006/42/CE del 17 maggio 2006 (detta anche "nuova direttiva macchine") è stata recepita ed attuata per l'Italia mediante il Decreto Legislativo 27 gennaio 2010, n. 17 (pubblicazione del 19-2-2010 Supplemento ordinario n. 36/L alla Gazzetta Ufficiale Serie generale - n. 41) e sostituisce la direttiva 98/37/CE del Parlamento europeo (detta anche "direttiva macchine"), pubblicata sulla Gazzetta Ufficiale n. L 207 del 23/07/1998, che si riferiva a tutti i tipi di macchinario e ai loro componenti di sicurezza messi isolatamente sul mercato (e a sua volta modificava la Direttiva 89/392/CEE del Consiglio, del 14 giugno 1989).
Tale direttiva è entrata in vigore in Europa il 29 dicembre 2009.